# Bengt Pettersson
Bengt (Bepe) Pettersson ( Kristianstad, 1915 - ) es un botánico y fitogeógrafo sueco. Se desempeñó en el "Departamento de Botánica Sistemática, Universidad de Gotemburgo, Suecia, y en "Instituto de Ecología Vegetal", Upsala; y trabajó en el género de las orquídeas de la familia Orchidaceae.

## Algunas publicaciones
- 1951. Excursion guides / Seventh International Botanical Congress: Phytogeographical excursions in Gotland : July 7 - 10, 1950. Ed. Almqvist & Wiksell. 27 pp.
- 1950. Phytogeographical excursions in Gotland, July 7-10,1950. Excursion guides. 27 pp.

### Libros
- ragnar Hjorth, bengt Pettersson. 2001. Våra skogsträd ( Nuestros árboles forestales). Ed. Skogsstyrelsens Förlag. 40 pp. ISBN 9188462498
- christer Nilsson, leif Kullman, bengt Pettersson. 1981. Studies in boreal plant ecology: dedicated to Bengt Pettersson. Volumen 7 de Wahlenbergia. Scripta botanica Umensia. Ed. Umeå University, Dept. of Ecological Botany, 187 pp. ISBN 9185410055
- ingebjørg Lie, bengt Pettersson, ylva Svensson, linda Schenck. 1977. Swedish forest: facts about Swedish forestry and wood industries. Ed. National Board of Forestry. 88 pp. ISBN 9185748374
- 1958. Dynamik und Konstanz in der Flora und Vegetation von Gotland, Schweden. Volumen 40 de Acta phytogeographica Suecica. Ed. Almqvist & Wiksells. 288 pp.
- staffan Rosvall, bengt Pettersson. 1951. Gotlands orkidéer (Orquídeas de Gotlandia). Ed. Bonnier. 101 pp.

## Honores

### Epónimos
- (Asteraceae) Taraxacum petterssonii Markl.[1]
- (Cactaceae) Mammillaria petterssonii Hildm.[2]
- (Euphorbiaceae) Euphorbia petterssonii Svent.[3]
- (Orchidaceae) Androrchis × petterssonii (G.Keller ex B.Pett.) W.Foelsche & Jakely[4]

- La abreviatura «B.Pett.» se emplea para indicar a Bengt Pettersson como autoridad en la descripción y clasificación científica de los vegetales.[5]